# Vi d'arròs
Vi d'arròs és una beguda alcohòlica feta d'arròs. A diferència del vi, producte de la fermentació del raïm o altres fruites, el vi d'arròs és producte de la fermentació del midó de l'arròs i la seva conversió en sucres. Típicament s'obté un producte de més graduació alcohòlica (18-25%) que la del vi (10-20%). Es consumeixen arreu del món, sent especialment populars a Àsia i la Xina. A diferència del baijiu, no són licors destil·lats.

## Tipus
- Amazake - japonès de baixa graduació alcohòlica
- Ang Jiu - Xinès
- Brem - Balinès
- Cheongju - coreà
  - Beopju - una varietat de cheongju
- Cơm rượu - postres vietnamites
- Choujiu - d'arròs glutinós xinès
- Gamju - coreà
- Huangjiu - xinès.
- Jiuniang - sopa xinesa
- Kulapo - filipí
- Lao-Lao - Laosià
- Lihing - Malàisia
- Makgeolli - coreà
- Mijiu - xinès una categoria del huangjiu
- Pangasi - de Mindanao
- Raksi - Tibetà i nepalí
- Rượu đế - del Vietnam
- Rượu cần - Vietnam
- Rượu nếp - Vietnam
- Sake - Japonès
- Sato - de Tailàndia
- Shōchū - japonès
- Soju - coreà
- Sonti - Índia
- Hadia- cervesa d'arròs de l'Índia (Jharkhand, Orissa i oest de bengala)
- Tuak - de Borneo
- Tapuy - de les Filipines
- Tapai - de Borneo